# 瘦蛇亚科
瘦蛇亚科（学名：Ahaetuliinae）是爬行纲有鳞目游蛇科下的一个亚科。